# ابو ردیف
ابو ردیف در عربستان سعودی است که در استان جازان واقع شده‌است.